# ألفرد لي
ألفرد لي (بالإنجليزية: Alfred Lee) هو قسيس أمريكي، ولد في 1807 في كامبريدج في الولايات المتحدة، وتوفي في 1887 في ويلمنغتون في الولايات المتحدة.